# Tour d'Ankara
Le Tour d'Ankara est une course cycliste par étapes disputée dans la province d'Ankara en Turquie. La course fait partie de l'UCI Europe Tour en catégorie 2.2. 

## Palmarès
| Année | Vainqueur      | Deuxième               | Troisième       |
| ----- | -------------- | ---------------------- | --------------- |
| 2015  | Nazim Bakırcı  | Fatih Keleş            | Ahmet Örken     |
| 2016  | Serkan Balkan  | Georgi Petrov Georgiev | Mustafa Sayar   |
| 2017  | Brayan Ramírez | Óscar Sevilla          | Eduard Vorganov |